# Indalmus insularum
Indalmus insularum es una especie de coleóptero de la familia Endomychidae.

## Distribución geográfica
Habita en Timor.